# Jean-Claude Magnan
Jean-Claude Magnan (Aubagne, 4 juni 1941) is een Frans schermer.
Magnan won met het floretteam in 1968 olympisch goud vier jaar eerder had hij de zilveren medaille individueel gewonnen en brons met het team. In 1963 en 1965 werd Magnan wereldkampioen individueel en in 1971 met het team. Tijdens de openingsceremonie van de Olympische Zomerspelen 1972 was Magnan de Franse vlaggendrager, met het team won hij brons.

## Resultaten

### Olympische Zomerspelen
| Jaar | Plaats      | Resultaten                     |
| ---- | ----------- | ------------------------------ |
| 1960 | Rome        | HF poule floret 5e floret team |
| 1964 | Tokio       | floret floret team             |
| 1968 | Mexico-stad | floret team 5e floret          |
| 1972 | München     | floret team                    |

### Wereldkampioenschappen schermen
| Jaar | Plaats   | Resultaten           |
| ---- | -------- | -------------------- |
| 1963 | Gdansk   | floret · floret team |
| 1965 | Parijs   | floret · floret team |
| 1966 | Moskou   | floret               |
| 1967 | Montreal | floret team          |
| 1971 | Wenen    | floret team          |

1904: Fonst, Díaz, Van Zo Post ·
1920: Baldi, Costantino, A. Nadi, N. Nadi, Olivier, Puliti, Speciale, Terlizzi ·
1924: Cattiau, Coutrot, de Luget, Ducret, Gaudin, Jobier, Labatut, Perotaux ·
1928: Chiavacci, Gaudini, Guaragna, Pessina, Pignotti, Puliti ·
1932: Bondoux, Bougnol, Cattiau, Gardère, Lemoine, Piot ·
1936: Bocchino, Di Rosa, Gaudini, Guaragna, Marzi, Verratti ·
1948: Bonin, Bougnol, de Buhan, Lataste, d'Oriola, Rommel ·
1952: de Buhan, Lataste, Netter, Noël, d'Oriola, Rommel ·
1956: Bergamini, Carpaneda, Di Rosa, Lucarelli, Mangiarotti, Spallino ·
1960: Midler, Roedov, Sissikin, Svesjnikov, Zjdanovitsj ·
1964: Midler, Sissikin, Sjarov, Svesjnikov, Zjdanovitsj ·
1968: Berolatti, Dimont, Magnan, Noël, Revenu ·
1972: Dąbrowski, Godel, Kaczmarek, Koziejowski, Woyda ·
1976: Bach, Behr, Hein, Reichert, Sens-Gorius ·
1980: Bonin, Boscherie, Flament, Jolyot, Pietruszka ·
1984: Borella, Cerioni, Cipressa, Numa, Scuri ·
1988: Aptsiaoeri, Ibragimov, Koretsky, Mamedov, Romankov ·
1992: Koch, Schreck, Wagner, Weidner, Weißenborn ·
1996: Mamedov, Pavlovitsj, Sjevtsjenko ·
2000: Ferrari, Guyart, Lhotellier, Plumenail ·
2004: Cassarà, Sanzo, Vanni, Zennaro ·
2012: Valerio Aspromonte, Avola, Baldini, Cassarà ·
2016: Achmatchoezin, Safin, Tsjeremisinov ·
2020: Le Péchoux, Lefort, Mertine, Pauty ·
2024: Iimura, Matsuyama, Shikine, Nagano